# Granatellus sallaei
Granatellus sallaei е вид птица от семейство Cardinalidae.

## Разпространение
Видът е разпространен в Белиз, Гватемала и Мексико.